# Namophila
Namophila is een geslacht uit de aspergefamilie. De soort komt voor in Namibië. Het geslacht telt slechts een soort: Namophila urotepala.